# Nattens dæmoner 2
Nattens dæmoner 2 (originaltitel The Conjuring 2) er en amerikansk gyserfilm fra 2016 instrueret af James Wan. Den er en efterfølger til Nattens dæmoner fra 2013. Det virkelige par af paranormale efterforskere, Ed og Lorraine Warren, spilles igen af Patrick Wilson og Vera Farmiga.

## Medvirkende
- Vera Farmiga som Lorraine Warren
- Patrick Wilson som Ed Warren
- Frances O'Connor som Peggy Hodgson
- Madison Wolfe som Janet Hodgson
- Simon McBurney som Maurice Grosse
- Franka Potente som Anita Gregory
- Lauren Esposito som Margaret Hodgson
- Patrick McAuley som Johnny Hodgson
- Sterling Jerins som Judy Warren
- David Thewlis